# 1962년 11월 리처드 닉슨의 기자회견
미국 정치인 리처드 닉슨의 "마지막 기자회견"은 1962년 11월 7일, 그가 1962년 캘리포니아 주지사 선거에서 민주당 현직 팻 브라운에게 패배한 후 진행되었다. 베벌리 힐튼 호텔에서 100여 명의 기자들 앞에 나타난 닉슨은 언론을 맹비난하며 "여러분은 더 이상 닉슨을 괴롭힐 수 없을 것입니다. 신사 숙녀 여러분, 이것이 저의 마지막 기자회견이기 때문입니다"라고 선언했다.
닉슨의 고향 주에서의 선거 패배는 그가 1960년 미국 대통령 선거에서 승리했던 당시 전통적인 공화당 주였던 곳을 장악하지 못했다는 점과, 기자회견에서의 그의 행동이 결합되어 당시 그의 국가 정치에서의 역할 가능성을 영구적으로 손상시키는 것으로 보였다. 닉슨은 결국 "마지막 기자회견" 이후 거의 불가능해 보였던 정치적 재기에 성공하며 6년 뒤 1968년 미국 대통령 선거에서 대통령직을 얻었다.

## 1962년 캘리포니아 주지사 선거
당시 캘리포니아주는 확실한 공화당의 아성으로 여겨졌다. 제2차 세계 대전 이후, 주의 모든 주지사와 미국 상원의원은 1958년 팻 브라운이 캘리포니아주의 주지사로, 클레어 잉글이 미국 상원의원으로 당선되어 이러한 추세를 뒤집기 전까지 공화당원이었다.
미국 대통령 드와이트 D. 아이젠하워는 닉슨을 그의 부통령 러닝메이트로 하여 1952년 미국 대통령 선거와 1956년 미국 대통령 선거 모두에서 캘리포니아주에서 승리했으며, 닉슨은 1960년 대통령 선거에서 그곳에서 존 F. 케네디를 물리쳤다. 닉슨은 캘리포니아 공화당으로부터 인기 있는 브라운을 물리치고 주지사 관저를 되찾을 최선의 희망으로 널리 간주되었으며, 이는 1964년 케네디와의 재대결을 위한 중요한 발판으로 인식되었다.
초기 여론조사는 닉슨이 상당한 차이로 승리할 것으로 예측했다. 여론조사는 선거 막판까지 선거운동을 시작하지 않은 브라운이 선거 직전 며칠 동안 격차를 좁혔지만, 닉슨은 여전히 승리할 것으로 예상되었다. 브라운은 선거에서 승리했으며, 5%의 득표율 차이는 닉슨과 전국의 정치 평론가들을 놀라게 했다.

## 기자회견
선거 결과가 화요일인 11월 6일에 나오면서 닉슨과 그의 참모들은 베벌리 힐튼 호텔의 스위트룸에서 예상보다 접전이 되고 있는 결과를 지켜보고 있었다. 닉슨의 언론 비서 허버트 G. 클라인은 수요일 새벽 2시 30분에 기자회견을 열고, 당시 브라운에게 9만 표 뒤지고 있음에도 불구하고 닉슨은 패배 선언을 하지 않고 잠자리에 들 것이라고 기자들에게 말했다. 이는 확실히 공화당 성향인 오렌지군 (캘리포니아주)와 샌디에고군에 충분한 미개표 표가 남아있어 브라운의 득표율 차이를 뒤집을 수 있을 것으로 보였기 때문이다.
밤이 깊어갈수록 개표 결과는 브라운에게 추가 득표가 몰려 브라운이 닉슨을 25만 표 앞서는 것으로 나타났다. 수요일 오전 10시까지 닉슨은 브라운에게 다음과 같은 축하 전보를 보냈다: "주지사 재선에 축하드립니다. 당신이 이제 국가의 첫 번째 주를 이끌게 된 큰 영예와 기회에 최선을 다하시기를 바랍니다." 클라인은 기자들 앞에 나타나 닉슨이 언론과 이야기하지 않을 것이라고 발표하며 기자회견을 시작했다. 클라인의 기자회견이 시작된 지 10분 만에 보좌관이 닉슨이 실제로 언론과 이야기할 것이라고 그에게 알렸다.
피곤해 보이는 닉슨은 떨리는 목소리로 "15분간의 독백"으로 묘사된 연설을 했다. 그는 대부분의 시간을 언론을 비판하는 데 보냈고, 그의 발언은 기자들의 짧은 질문으로만 가끔 중단되었다. 그러나 그는 자신의 발언 중 1962년 10월의 쿠바 미사일 위기로 인해 선거 운동 마지막 2주 동안 자신의 메시지를 전달할 수 없었다고 인정했다. 닉슨은 "이제 언론인 여러분 모두가 제가 패배한 것을 기뻐하시니, 저의 입장을 말씀드리고 싶습니다"라고 말하며 발언을 시작했다. 닉슨은 앨저 히스 사건 이후 1948년부터 언론이 자신을 공격했다고 주장했다. 그는 이렇게 말했다: "신사 숙녀 여러분, 이제 저는 떠납니다. 그리고 여러분은 이제 글을 쓰겠지요. 해석도 하겠지요. 그것은 여러분의 권리입니다. 그러나 제가 떠나면서, 여러분이 얼마나 그리워할지—생각해보세요. 여러분은 더 이상 닉슨을 괴롭힐 수 없을 것입니다. 신사 숙녀 여러분, 이것이 저의 마지막 기자회견이기 때문입니다."
그는 언론이 자신들이 선호하는 후보를 지지하는 기사를 인쇄했다고 비난하며, 미래의 후보들에게 "고통을 줄" 수 있지만, "가끔 후보가 말하는 것을 보도할 유일한 기자 한 명"이 있어야 한다고 말했다. 닉슨은 자신이 "내가 말한 모든 단어를 썼다"고 느낀 로스앤젤레스 타임스의 칼 그린버그에게 칭찬을 아끼지 않았다. 런던의 데일리 텔레그래프의 에드윈 테틀로도 칭찬을 받았다.

## 여파
닉슨의 발언을 본 브라운은 "그것은 닉슨이 평생 후회할 일이다. 언론은 그가 그것을 잊게 내버려두지 않을 것이다"라고 말했다. 뉴욕 타임스의 부고 기사에 따르면, 닉슨의 정계 은퇴 연설은 그를 미국 정치의 기본 규칙을 어기는 비열한 패배자로 보이게 하여 "그의 정치 경력이 끝났음"을 시사하는 것처럼 보였다.
선거 닷새 후, 하워드 K. 스미스는 다큐멘터리 "리처드 닉슨의 정치적 부고"를 제작하여 ABC에서 그의 하워드 K. 스미스: 뉴스 앤드 코멘트 시리즈의 일부로 30분 특별 방송으로 방영했다. 패널로는 머레이 초티너와 제럴드 포드 (닉슨의 미래 부통령이자 미래 미국 대통령)가 참여하여 닉슨의 정계 은퇴를 아쉬워했다. 닉슨이 1946년 하원 의원 선거에서 물리쳤던 제리 부어히스는 그 선거에서 닉슨의 전술을 비판했다. 앨저 히스는 닉슨이 어떻게 자신을 희생하여 자신의 경력을 발전시켰는지에 대한 쓰라림을 토로했다. 프로그램이 방영되는 동안, 화난 시청자들의 전화로 ABC 교환원이 마비되었으며, 많은 사람들이 유죄 판결을 받은 위증자 히스를 닉슨에 대해 언급하도록 포함시킨 결정에 대해 비판했다. 결국 ABC는 8만 통의 편지와 전보를 받았는데, 거의 모두가 네트워크의 특별 방송과 패널 선정에 비판적이었다.
스미스의 방송의 당파적 성격은 닉슨의 재활과 대통령직으로의 상승의 시작이었을 수도 있다. 1944년과 1948년 공화당 대통령 후보였던 전 뉴욕주의 주지사 토머스 E. 듀이는 11월 15일 닉슨에게 "하워드 K. 스미스가 자신도 모르게 매우 도움이 된 것 같다"고 편지를 썼다. 많은 사람들이 방송에 분노했다는 점을 언급하며, 듀이는 "스미스는 언론에 대한 당신의 발언이 옳았음을 증명했다"고 덧붙였다.
조지 맥거번은 1972년 민주당 전당대회 연설에서 그해 대통령 선거에서 닉슨과 맞붙으면서 다음과 같이 말했다.
| “ | 우리 모두는 10년 전의 약속을 그가 지키는 데 도움을 줄 것입니다. 내년에는 더 이상 리처드 닉슨을 괴롭히지 않을 것입니다. | ” |

닉슨은 자신의 발언에 대해 전혀 후회하지 않았고, 오히려 가능한 모든 여파보다 이점이 더 크다고 생각하며 회고록에 다음과 같이 적었다.
| “ | 저는 '마지막 기자회견'에서 제가 한 말을 한 번도 후회한 적이 없습니다. 저는 그것이 언론에게 제가 편향된 보도에 앉아서 가만히 있지 않을 것이라는 경고를 주었다고 믿습니다. 저는 그 사건이 다음 몇 년 동안 제가 언론으로부터 받은 훨씬 더 공정한 대우에 부분적으로 책임이 있다고 생각합니다. 그 관점에서만 보더라도, 그것은 그만한 가치가 있었습니다. | ” |

## 정치적 용어로서
"마지막 기자회견"은 정치인의 고별사, 즉 미래의 모든 정치 활동 가능성을 포기하는 연설을 의미하는 일반적인 용어가 되었다. 또는, 선거 패배 후 언론에 이야기하는 정치인이 정치 활동을 계속할 계획이라면, 그것이 "마지막 기자회견"이 아니라고 말할 수도 있다.
뉴욕 타임스는 사설에서 게리 하트가 1988년 민주당 대통령 후보 경선에서 철수하면서 "이 나라 언론을 사냥꾼으로, 대통령 후보를 사냥감으로 전락시키는" 시스템에 대해 "화나고 반항적"이라고 말한 것을 언급하며, 그의 발언을 닉슨의 "마지막 기자회견"에 비유했다.
2000년 공화당 대통령 예비선거에서 사실상 공화당 라이벌 조지 W. 부시에게 패배를 인정한 댄 퀘일은 자신의 비교적 젊은 나이를 언급하며 "이것이 나의 마지막 기자회견이 될 것이라고 진지하게 의심한다"고 말했다.

## 같이 보기
- 체커스 연설 - 닉슨이 한 또 다른 유명한 연설

## 내용주
1. ↑  "you don't have Nixon to kick around anymore"라는 발언은 "you won't have Nixon to kick around anymore"로 널리 보도되었다.[2]
2. ↑  브라운은 유명하게도 "시에라에 눈이 내리기 전에는" 출마를 결정하지 않을 것이라고 말했다.[4]

## 더 읽어보기
- Schwartz, Jason (2017년 11월 14일). “55 Years Ago – 'The Last Press Conference'”. Richard Nixon Foundation.